# Dietenberger Weiher (Naturschutzgebiet)
Das Gebiet Dietenberger Weiher ist ein mit der Verordnung vom 21. Dezember 1973 des Regierungspräsidiums Tübingen ausgewiesenes Naturschutzgebiet (NSG-Nummer 4.062) im Süden der Gemeinde Waldburg im Landkreis Ravensburg in Baden-Württemberg, Deutschland.

## Lage und Beschreibung
Das 3,3 Hektar große Naturschutzgebiet Dietenberger Weiher gehört zum Naturraum Oberschwäbisches Hügelland. Es liegt etwa einen Kilometer südlich der Waldburger Ortsmitte auf einer Höhe von rund 679 m ü. NN und umfasst im Wesentlichen den in einem ehemaligen Toteisloch entstandenen und heute fast völlig verlandeten Weiher.

## Flora und Fauna

### Flora
Aus der schützenswerten Flora sind unter anderem folgende Pflanzenarten (Auswahl) zu nennen:
- Bergkiefer (Pinus mugo), aus der Familie der Kieferngewächse
- Brennender Hahnenfuß (Ranunculus flammula), eine Pflanzenart aus der Familie der Hahnenfußgewächse
- Fieberklee oder Bitterklee (Menyanthes trifoliata), die einzige Art der Gattung Menyanthes in der Familie der Fieberkleegewächse
- Rosmarinheide (Andromeda polifolia), auch Lavendelheide, aus der Familie der Heidekrautgewächse
- Schwimmendes Laichkraut (Potamogeton natans), eine häufige Wasserpflanzen-Art aus der Familie der Laichkrautgewächse
- Sumpf-Blutauge (Potentilla palustris), aus der Familie der Rosengewächse
- Sumpf-Veilchen (Viola palustris), ein Vertreter aus der Familie der Veilchengewächse

### Fauna
Zehn hier lebende Libellenarten sind erfasst worden.